# Лулек, Владимир
Владимир Лулек (чеш. Vladimír Lulek; 21 мая 1953, Штяглави — 2 февраля 1989, Прага) — чехословацкий массовый убийца, который 22 декабря 1986 года в состоянии алкогольного опьянения убил свою жену и четверых детей, а также совершил неудачные покушение на свою соседку и попытку самоубийства. В конечном итоге за свои преступления был приговорён к смертной казни и повешен, став предпоследним человеком казнённым в Чехословакии, до отмены смертной казни..

## Биография
Родился в 1953 году в деревне Штягляви (Пльзенский край, Чехословакия). О ранней его биографии известно мало. В подростковые годы он неоднократно попадал в поле зрения местной правоохранительной системы за хулиганство и прогулы школы. На момент последнего ареста за совершение массовой расправы, он уже был четырежды судим за кражи, грабёж и нанесение побоев, и провёл в местах лишения свободы в общей сложности 7 лет. В молодости Лулек был женат, однако первая жена развелась с ним из-за систематических скандалов избиений и пьянства с его стороны.
В 1983 году Лулек женился вторым браком на Ярославе — женщине имевшей трёх детей от первого брака, которая была на 9 лет старше его. В последствии многодетная семья поселилась в многоквартирном доме в небольшом городке Пржедмержице-над-Лабем (Краловеградецкий край), где практический сразу приобрела среди соседей репутацию неблагополучной. Как Владимир, так и его жена злоупотребляли спиртными напитками, часто приводили в квартиру сомнительные компании. Вскоре в состоянии опьянения Лулек начал устраивать скандалы, в ходе которых неоднократно применял в отношении жены и детей физическое насилие, а также выкрикивал многочисленные угрозы физической расправы. Порой скандалы удавалось прекратить только с приездом на место сотрудников охраны правопорядка.
Работал разнорабочим в местной кондитерской, где также зарекомендовал себя никудышным работником, который часто приходил с опозданиями или же вовсе мог прогулять работу, однако из-за небольшой зарплаты его каждый раз прощали, либо же ограничивались предупреждением, не предпринимая однако против него никаких других действий. Именно размер заработка Лулека (700—800 крон в месяц), который и без того практически полностью уходил на алкогольные напитки, и был самым частым поводом для скандалов с женой, обвинявшей его в несостоятельности и чрезмерном пьянстве. В июне 1985 года в семье родился четвёртый совместный ребёнок.

## 22 декабря 1986 года
В понедельник 22 декабря 1986 года Ярослава и её старшая дочь 12-летняя Вендила были дома, готовясь к предстоящему через два дня рождественскому сочельнику. Лулек же с самого утра находился в городе, где проводил время за распитием спиртного в разных компаниях и со случайными знакомыми в различных пивных. Под вечер, изрядно пьяный Лулек в сопровождении нового знакомого — солдата находящейся в городе воинской части, самовольно покинувшего её для отдыха в городе, вернулся в свою квартиру. Открывшая дверь жена пропустила их на кухню, после чего отправила Вендилу спать, и начала ругать, и упрекать Владимира за то, что тот вместо помощи по дому и нахождения более оплачиваемой работы только пьёт и бездельничает.
Со слов пришедшего с ним солдата, Лулек изначально ограничившись несколькими ответными оскорблениями в адрес жены, ушёл в одну из комнат, и вскоре вернувшись на кухню с точильным камнем начал затачивать кухонные ножи. Попутно мужчина вновь начал упрекать и оскорблять свою жену обвиняя её в своём пьянстве и прочих проблемах семейной жизни. Когда та, после некоторого молчания попыталась возразить, Лулек резко рассверепел и начал бить Ярославу по голове и лицу точильным камнем. После нескольких ударов у женщины из носа и головы пошла кровь и она попыталась выбежать из квартиры в подъезд, попутно крича, что вызовет милицию. Лулек же нагнал жену у входной двери и начал бить ножом в спину. Увидев это, солдат до этого не вмешававшийся в конфликт встав из-за стола попытался оттащить обезумившего Лулека от жены, однако получив в ходе неудачной попытки несколько ударов и неглубоких порезов послешил убраться из квартиры.
Ярослава, воспользовавшись тем, что Лулек на некоторое время отвлёкся на собутыльника, сумела выбраться в подъезд и спуститься на один пролёт по лестнице, однако там из-за ран ослабела и осела на пол. На шум и крики вышла соседка Л. Бурьянова, которая попыталась оказать пострадавшей помощь, однако вышедший из квартиры вслед за убегающим солдатом Лулек дважды ударил соседку ножом в живот, после чего той с серьёзным ранением пришлось спешно ретироваться и запереться на ключ в своей квартире. Со слов других соседий после этого Лулек ещё дважды ударил свою жену ножом в подъезде, после чего начал затаскивать умирающую женщину в квартиру. В этот момент ещё несколько вышедших в подъезд соседей-мужчин попытались разоружить и обезвредить Владимира, одному из них даже удалось дважды ударить его, однако убийца сумел отогнать их размахивая ножом. Затащив наконец жену обратно в квариру, он запер на ключ дверь и забаррикадировал её кухонным столом, после чего оттянул Ярославу на кухню, где продолжил наносить женщине удары, пока она не скончалась в общей сложности от 36 ножевых ран.
Расправившись с женой, Лулек ворвался с ножом в спальню к детям, где прямо в их кроватях зарезал не успевших проснуться 8-летнего Пршемысла и 7-летнюю Катаржину. 12-летняя Вендила успев вскочить с кровати в взять на руки 1,5-летнюю сестру Владенку попыталась убежать от безумного отчима, однако ему удалось настигнуть их на кухне, рядом с телом Ярославы, где он расправился и с ними. В общей сложности убийца нанёс детям 49 ножевых ранений. Вскоре услышав, что прибывшие на вызов сотрудники правоохранительных органов начали ломать дверь в квартиру, он заперся в ванной комнате, где попытался покончить с собой вскрыв себе опасной бритвой вены на руках и полоснув себя по горлу. Тем не менее, он был оперативно обнаружен на полу в ванной в безсознательном состоянии и после оказания первой помощи отправлен в больницу в Градце-Карлове, где несмотря на серьёзную кровопотерю врачам удалось спасти ему жизнь.

## Суд и казнь
В больнице Лулек довольно быстро оправился от ран и уже 25 декабря 1986 года был переведён долечиваться из гражданской больницы в тюремный госпиталь. На первых допросах, он ссылался на алкогольную амнезию, из-за сильного опьянения, заявляя, что не помнит как расправлялся со своей семьей. Убийца заявлял, что якобы «прийдя домой хотел прилечь», но его жена стала, оскорблять и ругать его, а далее, он якобы помнил только, как его «выносили из квартиры на снег». В дальнейшем очевидно понимая, что ему грозит смертная казнь, Лулек начал симулировать психическое расстройство. Объявил голодовку, в результате чего его вскоре пришлось принудительно кормить через зонд. Отказывался отвечать на вопросы следователей, бриться, мыться, и стал мочиться в кровать. В результате чего его пришлось перевезти из следственного изолятора в психиатрическую больницу в Пражском районе Богнице, для проведения судебно-психиатрической экспертизы. Тем не менее в конечном итоге несколько обследовавших Лулека психиатров пришли к выводу, что он симулирует заболевание и вполне вменяем для несения уголовной ответственности за свое преступление.
Судебный процесс над Владимиром Лулеком начался 5 января 1988 года в Крайевом суде Градце-Карлове. На заседания преступника привозили в инвалидном кресле, так как он продолжая симулировать психическое заболевание отказывался одеваться и самостоятельно предвигаться. Ни стороне обвинения, ни стороне защиты в ходе суда не удалось добиться от преступника ответов на вопросы, и вообще какой-либо реакции на происходящее. Он сознательно игнорировал все попытки установления с ним какого-либо контакта окружающими. На этом факте и пытался строить линию защиты его адвокат, утверждавший, что Лулек нуждается в принудительном лечении.
Тем не менее, выступившие на стороне обвинения психиатры предъявили суду экспертное заключение в котором в частности говорилось, что «Владимир Лулек помимо явных признаков алкогольной зависимости, также имеет в своем характере эмоциональную неустойчивость выражаемую в первую очередь в истеричности, несдержанности и повышенной агрессивности к окружающим, а также склонности к асоциальному поведению, что в совокупности с сознательным симулированием им психического заболевания с тяжёлым умственным расстройством делает исправление преступника в дальнейшем крайне маловероятным». В конечном итоге учитывая все вышеизложенные факты 14 января 1988 года коллегия уголовного суда под председательством судьи Иржи Слезака приговорила его к смертной казни через повешение.
Поданное в Верховный суд ЧССР адвокатом преступника апелляция была отклонена, как и написанное позже убийцей прошение о помиловании. Приговор Владимиру Лулеку был приведен в исполнение в 9 часов утра 2 февраля 1989 года в тюрьме Панкрац в Праге. Он стал последним казнённым в Чехии (Штефан Свитек был последним человеком, казнённым в Чехословакии и Словакии, он был повешен 8 июня 1989 года). В 1990 году высшая мера наказания в виде смертной казни в Чехословакии была отменена.

## Мнение
Я хорошо помню первый момент, когда увидел Владимира Лулека. Тюремный конвой его привёз на передвижном кресле. Это был только остов мужчины. Из-за голодовки он был страшно исхудавшим и полностью поседевшим. В грязном коричневом тюремном тренировочном костюме он выглядел весьма жалостно. Он ничего не говорил, а лишь несколько раз вздохнул, когда председатель суда прочитал приговор.— Ян Шулец, член Краевого суда города Градец Кралове